# Charles Genequand
Charles Genequand, auch Charles-Emmanuel Genequand (* 13. März 1869 in Genf; † 4. August 1950 in Versoix), war ein Schweizer evangelischer Geistlicher.

## Leben

### Familie
Charles Genequand war der Sohn des Parfumherstellers Louis Henri Genequand und dessen Ehefrau Camille-Marie (geb. De Bay).
Er war seit dem 2. Dezember 1896 mit Marthe-Valentine, Tochter von Arnold Meyer, verheiratet; gemeinsam hatten sie zwei Söhne.

### Werdegang
Charles Genequand immatrikulierte sich 1888 an der Universität Genf zu einem Studium der Theologie, dass er 1892 mit seinem Bakkalaureus der Theologie beendete; am 25. Juni 1893 wurde er in der Kirche St. Peter in Genf ordiniert.
Er war von 1892 bis 1893 als Vikar in Vauvert in der Provinz Languedoc, von 1893 bis 1894 in Chancy sowie 1894 in Les Pâquis bei Genf tätig.
1894 wurde er Pfarrer in Chancy und blieb in diesem Amt bis zu seiner Versetzung als Pfarrer 1904 nach Versoix; in dieser Zeit war er von 1896 bis 1900 Sekretär der Compagnie des pasteurs, deren Moderator er 1903 wurde. In Versoix blieb er bis 1940 in seinem Pfarramt.
Ab 1907 gehörte er der Genfer Synode an.

### Geistiges und berufliches Wirken
Charles Genequand war seit 1907 Mitglied einer Kommission, der 19 Mitglieder angehörten, und hatte den Auftrag, eine neue Kirchenverfassung, nachdem der kirchliche Haushalt 1907 abgeschafft worden war, zu erarbeiten. Die Kirchenverfassung, die Kirche und Staat trennte, wurde am 30. Juni 1907 in Genf mit 7.600 zu 6.800 Stimmen angenommen (siehe auch: Trennung zwischen Staat und religiösen Institutionen#Spezielle Regelungen).
Als Mitglied des kirchlichen Verfassungsrats spielte er 1908 auch eine wichtige Rolle als Vermittler zwischen dem liberalen und dem orthodoxen Flügel des Genfer Protestantismus.
Er war Redakteur der Semaine religieuse und veröffentlichte unter anderem einige Biografien sowie 1925 mit Le chemin, 1928 mit Une voix dit... und 1933 mit Lumières mehrere Meditationssammlungen.

## Schriften (Auswahl)
- Les origines de l'inquisition. Genève Imprimerie I.G. Fick 1892.
- Résumé d'histoire religieuse. Genève: H. Robert, 1907.
- L'Eglise de Genève de 1907 à 1911. 1911
- Une Voix dit ... Genève: H. Robert, 1928.
- Le chemin. Genève, 1930.
- Lumières. Genève: H. Robert, 1933.
- Vers l'invisible; courtes méditations. Genève, H. Robert 1940.
- Cent ans de travail au service des protestants disséminés: 1843–1943. 1943.